# Februa
Februa, también Februatio, era el festival romano de la purificación, más tarde incorporado a las Lupercales. El festival, que es básicamente de lavado o de limpieza de primavera (asociado también con la pluviosidad de esta época del año) y posiblemente de origen sabino. Según Ovidio, Februare, una palabra latina que se refiere a los medios de purificación, especialmente con el lavado o el agua, se deriva de una palabra etrusca anterior refiriéndose a la purificación.
El mes romano Februarius («de Februa», de ahí febrero) lleva el nombre del festival Februa/Februatio, que tenía lugar el día 15 del mes romano. Posteriormente, el dios romano Februus personificó el mes y la purificación, por lo que el nombre del dios proviene del nombre del festival y no al revés.